# 永山こうじ
永山こうじ（ながやま こうじ、1954年12月6日 - ）は、鹿児島県姶良郡溝辺町出身の演歌歌手である。
1982年にコーラスグループ「アルバトロス」を結成し、同年12月16日にユニオンレコード（テイチク）より「原ひろしとアルバトロス」として『東京待ちぼうけ／長崎それとも神戸』(UE-531)をリリースしてデビュー。しかし、全国キャンペーン中にリーダーの原が病に倒れ、活動中止を経て1983年にキーボードの江本勝らと共に「江本勝とアルバトロス」として再度同シングルをリリースした。永山はリードボーカルを担当、当時の芸名は永山幸二。
1984年から1992年までコーラスグループ「ロス・インディオス」に在籍。
2003年、ガウスエンタテインメントよりソロデビュー。
2010年6月から2019年12月1日（2019年12月3日所属事務所発表によれば事実上の解雇処分）までロス・プリモス（当初は永山こうじとロス・プリモス、後ロス・プリモスに改称）のボーカルを担当していた。
2023年、ロス・インディオスに復帰。

## ディスコグラフィー

### 原ひろしとアルバトロス/江本勝とアルバトロス名義
- 東京待ちぼうけ（シングル、1982年12月16日、ユニオンレコード UE-531[4]）

1. A面：東京待ちぼうけ（作詞：とべあきよ、作曲：村井一夫、編曲：池多孝春）
2. B面：長崎それとも神戸（作詞：宇山清太郎、作曲：四方章人、編曲：池多孝春）

当初は原ひろしとアルバトロス名義で発売。1983年に江本勝とアルバトロス名義で再発売されたが、品番・収録曲は同一。

### 永山こうじ名義
- これから…札幌（シングル、2003年10月22日、ガウスエンタテインメント GRCE-25[5]）

1. これから…札幌
2. Tokyo…Bay
3. 星降る街角
4. 星降る街角（韓国バージョン）
5. これから…札幌（カラオケ）
6. 星降る街角（カラオケ）

- そして北国へ（シングル、2007年5月30日、ウェブクゥ WKCL-7009[6]）

1. そして北国へ
2. よいどれ
3. そして北国へ（オリジナルカラオケ）
4. そして北国へ（女性用カラオケ）
5. よいどれ（オリジナルカラオケ）
6. よいどれ（女性用カラオケ）

### 永山こうじとロス・プリモス名義
- 七色の夢（アルバム、2010年10月6日、ウェブクゥ WKCL-3048[7]）

1. ヘッドライト
2. 忘れたくないの
3. 思案橋ブルース
4. 知りすぎたのね
5. おんな占い
6. 小樽のひとよ
7. 燃えてラヴ・ユー
8. 忘れたくないの（オリジナルカラオケ）
9. 燃えてラヴ・ユー（オリジナルカラオケ）